# Dream Theater
Dream Theater je progresivní metalová kapela, která vznikla v roce 1985 v Bostonu ve státě Massachusetts. Kapelu tvoří John Petrucci (kytara), John Myung (baskytara), Mike Portnoy (bicí), James LaBrie (zpěv) a Jordan Rudess (klávesy).
Dream Theater byla založena pod původním názvem Majesty trojicí Petrucci, Myung a Portnoy—všichni pocházejí z Long Islandu ve státě New York—zatímco studovali na Berklee College of Music. Ze školy odešli, aby se mohli soustředit na kapelu. Petrucci a Myung jsou jediní dva členové, kteří v kapele působí nepřetržitě. Portnoy zůstal až do roku 2010, kdy se rozhodl odejít a věnovat se jiným hudebním projektům; nahradil ho Mike Mangini, než se Portnoy v říjnu 2023 do kapely opět vrátil. Po krátkém působení Chrisa Collinse, následovaném Charliem Dominicim (který byl z kapely propuštěn krátce po vydání debutového alba When Dream and Day Unite v roce 1989), byl v roce 1991 jako zpěvák přijat LaBrie. Původní klávesista kapely, Kevin Moore, kapelu opustil po třech albech a v roce 1995 ho po koncertním období nahradil Derek Sherinian. Kapela s Sherinianem nahrála jedno album (a jedno EP), než ho v roce 1999 nahradil současný klávesista Jordan Rudess.
Dream Theater vydali celkem šestnáct studiových alb. Jejich nejprodávanějším albem je druhé studiové album Images and Words (1992), které se umístilo na 61. místě v žebříčku Billboard 200. Alba Awake (1994) a Six Degrees of Inner Turbulence (2002) se také dostala do žebříčku na 32. a 46. místě a obě získala pozitivní kritiku. Jejich páté album, Metropolis Pt. 2: Scenes from a Memory (1999), bylo v říjnu 2006 zařazeno časopisem Guitar World na 95. místo mezi 100 nejlepších kytarových alb všech dob. V březnu 2003 ho magazín Classic Rock označil za 15. nejlepší koncepční album všech dob.
Do roku 2018 Dream Theater prodali více než 12 milionů nahrávek po celém světě; kapela obdržela tři nominace na cenu Grammy, včetně vítězství v roce 2022. Spolu s kapelami Queensrÿche a Fates Warning je Dream Theater označován za jednu z „velké trojky“ progresivního metalu, která je zodpovědná za jeho rozvoj a popularizaci.

## Historie

### Založení kapely, první členové a změna názvu (1985–1987)
Založena byla kapela roku 1985 studenty Berklee College of Music v Bostonu baskytaristou Johnem Myungem, bubeníkem Mikem Portnoyem a kytaristou Johnem Petruccim. Trio začalo hrát písně od Rush a Iron Maiden ve zkušebnách na Berklee. 
Trojice čekala ve frontě na lístky koncertu Rush, mezitím Portnoy poznamenal, že konec písně "Bastille Day" (z alba Caress of Steel ) zněl „majestátně“. Poté bylo rozhodnuto, že název kapely bude Majesty. (Podle dokumentu "The Score So Far..."). 
Následně se do kapely připojil klávesista Kevin Moore (kterého znal Petrucci na střední škole), a poté post zpěváka obsadil Chris Collins, kterého slyšeli zpívat cover verzi "Queen of the Reich" od Queensrÿche. Během této doby měli Portnoy, Petrucci a Myung hektický rozvrh, který je donutil opustit svá studia a soustředit se na hudbu, protože neměli pocit, že by se mohli na vysoké škole naučit víc. Moore také opustil svou vysokou školu, aby se soustředil na kapelu.
Počátkem roku 1986 Majesty začali s menšími koncerty v New Yorku. V tomto období skupina nahrála jejich první nahrávku s názvem The Majesty Demos. Nahrávka vyšla roku 1986 a během 6 měsíců se prodalo 1000 kusů.
V listopadu 1986, po pár měsících skládání písní a několika koncertech, byl z kapely vyhozen Chris Collins vzhledem k rozporům při tvorbě písní s ostatními členy kapely. Po roce hledání náhradníka prošel úspěšně konkurzem Charlie Dominici, který byl starší a zkušenější než ostatní členové kapely. Se stabilitou, kterou přineslo Dominiciho působení v kapele, začali Majesty hrát více koncertů po celém New Yorku, kdy se jim dostávalo velké pozornosti.
Krátce po Dominiciho vstupu do kapely byli nuceni změnit název, jelikož se objevila jiná kapela z Las Vegas se jménem Majesty a hrozila jim soudním procesem. Přemýšleli o spoustě jmen, dokud Portnoyův otec nepřišel s nápadem na název Dream Theater, což bylo jméno nyní už zdemolovaného kina v Monterey v Kalifornii.

### Debutové album a vyhazov Dominici (1988–1990)
Dream Theater se soustředili na psaní materiálu a zároveň odehráli více koncertů v New Yorku a sousedních státech. To nakonec přitáhlo pozornost Mechanic Records. V červnu 1988 skupina podepsala nahrávací smlouvu s Mechanic. Rozhodli se natočit své debutové album. Skupina nahrála album v Pensylvánii a nahrávání základních skladeb trvalo asi deset dní, a celé album bylo hotové asi za tři týdny. 
V březnu 1989 vyšlo jejich debutové album When Dream and Day Unite. Název alba pochází z jednoho verše písně na albu "Only a Matter of Time". Album vyšlo s mnohem menší fanfárou, než kapela očekávala. Vydavatelství nakonec porušil většinu finančních slibů, které dali Dream Theater před podpisem smlouvy, takže skupina byla nakonec nucena hrát malé koncerty v New Yorku. Propagační turné k albu sestávalo pouze z pěti koncertů, z nichž všechny byly relativně lokální.
Po čtvrtém koncertě byl Dominici vyhozen z kapely, protože členové začali pociťovat omezení jeho hlasu na základě vokálního stylu, který chtěli. Kapela hledala zpěváka se stylem spíše jako Bruce Dickinson nebo Geoff Tate a Dominiciho pódiová přítomnost nebyla to, co chtěli pro frontmana. Brzy potom, ale Marillion požádala Dream Theater, aby odehráli koncert v klubu Ritz v New Yorku, takže Dominici dostal poslední příležitost k vystoupení s kapelou.

### Příchod Jamese LaBrieho aImages and Words(1991–1993)
Po Dominiciho odchodu skupina úspěšně bojovala o propuštění ze smlouvy s Mechanic a pustili se do zkoušení zpěváků a další psaní materiálu pro jejich druhé album. Při hledání nového zpěváka vyzkoušeli přes 200 lidí, mezi nimi i bývalého frontmana Fates Warning Johna Archa. Arch se nakonec rozhodl, že jeho osobní závazky jsou důležitější, a rozhodl se, že se ke kapele nepřipojí. 
V červnu 1990 na koncertě v Long Island skupina představila Stevea Stonea jako svého nového zpěváka poté, co odehrál polovinu setu jako instrumentální kapela. Stone úspěšně nahrál dema s Dream Theater, ale po jediném nešťastném živém vystoupení byl vyhozen. Podle Portnoye se Stone pohyboval po pódiu poněkud zvláštním způsobem a zdánlivě dělal špatný dojem z Bruce Dickinsona. Navíc křičel "Scream for me Long Beach!" ("Zakřič pro mě Long Beach!") několikrát během přehlídky (Dickinson může být slyšen říkat toto na živém albu Live After Death od Iron Maiden), ačkoli oni vlastně hráli v Bay Shore. Diváky nový zpěvák okamžitě vypnul. Trvalo pět měsíců, než Dream Theater odehráli další show, tentokrát plně instrumentální (pod názvem YtseJam). Až do roku 1991 se kapela soustředila ve snaze najmout dalšího zpěváka a psát další hudbu. Bylo to během tohoto období, kdy napsali většinu toho, co se stalo Images and Words.
V lednu 1991 skupina obdržela demo kazetu od zpěváka Kevina Jamese LaBrieho z glammetalové kapely Winter Rose. Kapela obdržela pásku těsně předtím, než se chystala svěřit jinému zpěvákovi. Na kapelu jeho demo tak zapůsobilo, že byl letecky převezen z Kanady do New Yorku na konkurz. LaBrie jamoval na třech písních s kapelou a byl okamžitě najat na místo zpěváka. Jakmile byl LaBrie naverbován, rozhodl se upustit od svého křestního jména, aby nedošlo k záměně s jiným Kevinem v kapele. Na několik příštích měsíců se kapela vrátila k hraní živých vystoupení (stále většinou kolem NYC), zatímco pracovala na vokálních partech pro hudbu napsanou před akvizicí LaBrie. Dream Theater smlouvu na sedm alb s Atco Records, divize vydavatelství Elektra Records na základě dema o třech písních.
Skupina vydala v červenci 1992 druhé album Images and Words přes vydavatelství Atco. Pro propagaci vydavatelství vydalo CD singl a videoklip k písni 'Another Day', ale žádný z nich neměl významný komerční dopad. Píseň 'Pull Me Under' však dokázala získat vysokou úroveň rozhlasového vysílání bez jakékoli organizované propagace ze strany kapely nebo jejího vydavatelství. V odezvě  Atco produkoval videoklip pro 'Pull Me Under', který viděl těžkou rotaci na MTV. Třetí videoklip byl vyroben pro 'Take the Time', ale nebyl zdaleka tak úspěšný jako 'Pull Me Under'.
Úspěch 'Pull Me Under' v kombinaci s neúnavným turné po USA a Japonsku způsobilo, že se druhého alba v USA prodalo přes 500 tisíc kopií a v Japonsku přes 100 tisíc kopií, a dosáhlo certifikací zlatého alba. V roce 1993 se kapela vydala na turné po Evropě, které zahrnovalo vystoupení ve slavném londýnském klubu Marquee. Koncert byl nahrán a vydán jako první oficiální živé album Dream Theater pod názvem Live at the Marquee. Navíc byla vydána video kompilace jejich japonských koncertů (smíchaná s dokumentárním záznamem části turné mimo jeviště) jako Images and Words: Live in Tokyo.

### Awakea odchod Kevina Moorea (1994–1995)
Dream Theater se stáhli do studia v květnu 1994, aby pracovali na čerstvém materiálu pro další album. V říjnu 1994 vyšlo třetí album Awake. Ale než bylo album smícháno, Moore oznámil zbytku kapely, že opustí Dream Theater, aby se soustředil na své vlastní hudební zájmy, protože už se nezajímal o turné ani o styl hudby, který Dream Theater hrálo. Kvůli tomu kapela musela najít náhradního klávesistu, než vyjedou na turné.
Mezi největší jména na konkurzu patřil bývalý klávesista Yngwie Malmsteena a Dia Jens Johansson, který se později stal členem Stratovarius, ale členové kapely toužili obsadit místo klávesistou Jordanem Rudessem. Pozvali ho na zkušební koncert s kapelou v Burbanku. Ačkoli show byla úspěšná a Rudess byl požádán, aby obsadil místo klávesisty trvale, ale odmítl. Dream Theater najalo kolegu z Berklee absolventa Dereka Sheriniana, který předtím nahrával a cestoval s Alice Cooperem a KISS, aby doplnil sestavu na turné Waking Up the World Tour. Na konci turné se kapela rozhodla vzít Sheriniana jako Mooreovu náhradu na plný úvazek.

### A Change of SeasonsaFalling into Infinity(1995–1998)
Kapela se opět ocitla s novým členem a nezačala okamžitě pracovat na novém materiálu. Mezitím byl vyvíjen tlak na kapelu, aby oficiálně vydala píseň "A Change of Seasons". Toto bylo napsáno v roce 1989 a mělo být součástí alba Images and Words, ale téměř 17 minut to bylo považováno za příliš dlouhé pro umístění. Kapela ji nicméně hrála živě, která ji v letech před rokem 1995 dále upravovala.
Petice byla úspěšná a skupina vstoupila do BearTracks Studios v New Yorku v květnu 1995, aby přepsala a nahrála nyní 23 minut dlouhou píseň, přičemž Sherinian významně přispěl k finálnímu produktu. Skupina vydala EP A Change of Seasons spolu se sbírkou cover písní z živé show nahrané v Londýně na začátku toho roku.
Mezitím došlo na Atco Records (nyní East West Records) k několika změnám a hlavní kontakt Dream Theater v rámci vydavatelství byl vyhozen. Výsledkem bylo, že nový tým ve společnosti nebyl zvyklý na vztah Dream Theater s bývalým personálem East West a nutili je, aby napsali album, které bude přístupnější. V polovině roku 1997 vstoupili do studia, aby napsali své další album. Kromě nátlaku na kapelu, aby přijala více mainstreamový zvuk, East West rekrutoval skladatele a producenta Desmonda Childa, aby spolupracoval s Petruccim na leštění textu jeho písně „You or Me“. Celá kapela skladbu podstatně přepracovala a na albu se objevila jako „You Not Me“ s refrénem, který se originálu jen málo podobal. Child měl na albu také znatelný dopad s posunem k méně komplexním a rádiovým skladbám.
Skupina napsala téměř dvě CD v hodnotě materiálu, včetně 20minutového pokračování písně Images and Words 'Metropolis–Part I: The Miracle and the Sleeper'. Label však nepovolilo vydání dvojalba, protože se domnívalo, že 140minutová nahrávka by nebyla širokou veřejností dobře přijata. LaBrie také cítil, že CD by mělo být jediným diskem.
Materiál, který se dostal na vlastní album, byl v září 1997 vydán jako Falling into Infinity, který se setkal se smíšením přijetím od fanoušků, kteří byli více obeznámeni s dřívějším zvukem kapely. Zatímco album znělo mírně progresivně, skladby jako 'Hollow Years ' a 'You Not Me' přiměly některé věřit, že jde o úsvit nového mainstreamově znějícího Dream Theater. Celkově bylo album kritickým i komerčním zklamáním. V roce 2004 Portnoy prozradil, že během tohoto období ho tak odradilo, že uvažoval o úplném rozpuštění Dream Theater.
Během evropské části světového turné Touring Into Infinity World Tour byly nahrány dva koncerty pro živé album s názvem Once in a LIVEtime ve Francii a Nizozemsku. Album vyšlo zhruba ve stejnou dobu jako video 5 Years in a Livetime.

### Odchod Mikea Portnoye a příchod Mikea Manginiho (2010–2011)

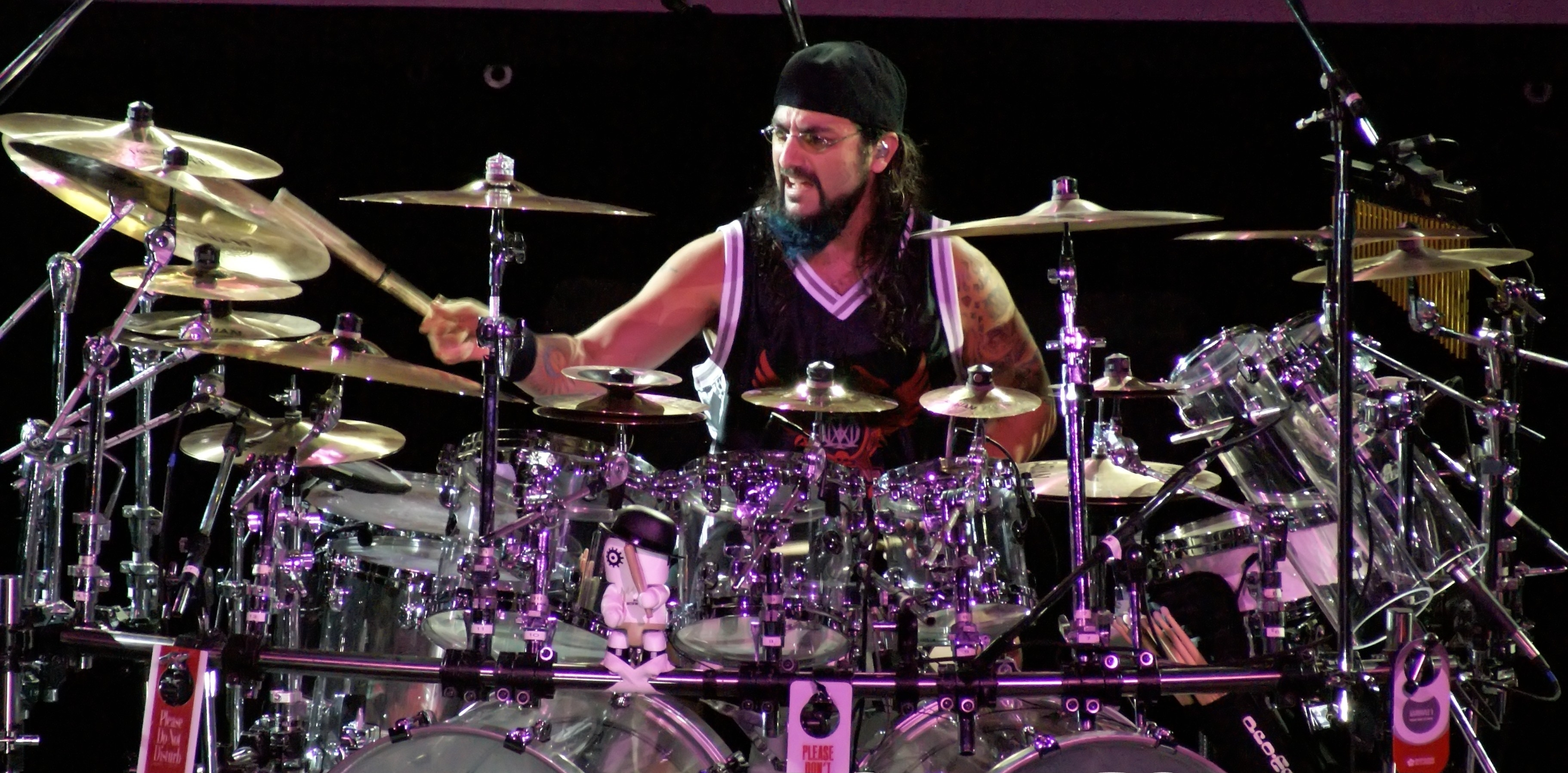
Mike Portnoy

Dne 8. září 2010 bubeník Mike Portnoy ohlásil svůj odchod z kapely z důvodu lepší vztagy v jinyých hudebních projektech, syndrom vyhoření a touhu po pauze. Petrucci prozradil, že původně Portnoy chtěl pětiletou pauzu. Nakonec své rozhodnutí změnil na skoro roční pauzu. Poté, co zbytek skupiny odmítl jeho návrhy se Portnoy rozhodl skupinu opustit.  Když Portnoy opustil skupinu, tak se vztahy s bývalými spoluhráči zhoršili, především s LaBriem. Portnoy později poznamenal, že Petrucci a Rudness byli jediní ze skupiny, kteří s ním zůstali v kontaktu.
O pár měsíců později pořádali konkurz na vybrané bubeníky jako byli: Derek Roddy, Virgil Donati, Thomas Lang,  Aquiles Priester, Peter Wildoer, Marco Minnemann a Mike Mangini. Ve finále se skupina rozhodovala o bubenících Mangini, Minnemann a Willdoer. Nakonec byl vybrán Mike Mangini.

### Portnoy se vrací a nové album
Dne 25. října 2023 skupina oznámila, že Mike Portnoy se vrací do kapely po 13 letech a bubeník Mike Mangini přátelsky odchází ze skupiny.
Dne 8. dubna 2024 skupina oznámila výroční turné s názvem An Evening with Dream Theater 40th Anniversary Tour, které začne na podzim v Evropě.
V říjnu 2024 skupina vydala v klasické sestavě první singl s názvem 'Night Terror' z budoucího alba Parasomnia, které vyjde v únoru 2025.

## Logo a symbolika
Na počátku své kariéry si Dream Theater přisvojili starý symbol (známý jako Majesty symbol) a psané logo, které se od té doby objevuje na všech jejich promo materiálech. Tyto materiály bývají označeny alespoň jedním oficiálním logem Dream Theater na přední straně obalu s jedinou výjimkou desky Once in a LIVEtime. Přestože skupina upustila od svého původního jména Majesty, symbol zůstal oficiálním logem kapely.
Majesty symbol je inspirován pečetí skotské královny Marie a byl přepracovaný Charliem Dominicim pro album When Dream and Day Unite.

## Charakteristika písní

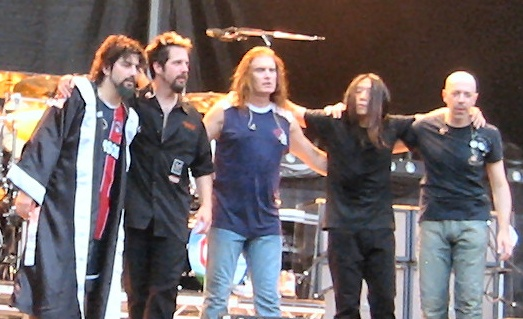
Dream Theater v Paříži v roce 2005, zleva Portnoy, Petrucci, LaBrie, Myung, Rudess

Dream Theater používají mnoho různých technik pro psaní textů svých písní, což je nejpatrnější v pozdějším období kariéry, jelikož jim jejich nahrávací společnost poskytuje větší volnost při tvorbě textů.
Počínaje albem Train of Thought začala kapela úmyslně vkládat do své hudby malé skryté části, jako balíček pro své zapálené fanoušky. Nejznámější z těchto takříkajíc „oříšků“ se objevuje v písni In the Name of God a je to část známého výroku Mike Portnoye – „eat my ass and balls“ zakódovaný v morseovce šikovně skryté za mixáží písně (hlavně v úseku na 5:50 až 6:07 minutě). Od té doby fanoušci Dream Theater aktivně vyhledávají tyto drobné zvláštnosti, které ovšem příliš nezaujmou běžného posluchače.
Některé z technik skládání písní používané skupinou během jejich působení:
- Zvuk gramofonu, který je slyšet na konci písně „Finally Free“ na albu Metropolis Pt. 2: Scenes from a Memory je stejný jako zvuk na začátku písně „The Glass Prison“ z jejich následujícího alba Six Degrees of Inner Turbulence. Akord, kterým zazní do ztracena konec alba Six Degrees of Inner Turbulence je stejný jako akord ve který se promění píseň „As I Am“ na následujícím albu Train of Thought. Nota kterou hrají klávesy na konci písně „In the Name of God“ z Train of Thought, je stejná jako nota která otvírá píseň „The Root of All Evil“ na dalším albu Octavarium, i když toto album začíná stejnou notou na klavír, kterou i končí.
- Tři části písně „The Glass Prison“ z alba Six Degrees of Inner Turbulence, dvě části písně „This Dying Soul“ z alba Train of Thought a dvě části písně „The Root of All Evil“ z Octavaria obsahují prvních sedm taktů z dvanáctitaktové suity s textem Mika Portnoye, který vypráví o jeho účasti na dvanáctistupňovém protialkoholním programu Billa W. Tyto tři písně sdílejí některé stejné rify, hudební témata i texty. Portnoy projevil svůj zájem o hraní těchto taktů postupně po dokončení suity a každou část zvlášť věnoval Wilsonovi. Písně mají po textové i hudební stránce vztah s písněmi „Mirror“ a „Lie“ z alba Awake, na kterém píseň „Mirror“ pojednává o Portnoyově alkoholismu
- Dream Theatre často používají při komponování techniku, při které rozšiřují části písně pokaždé, když tuto část použijí. Jako příklad můžeme uvést „6:00“ z alba Awake, kde po intru začíná skupina už skoro hrát refrén, ale nezahraje ho a začne s další slokou (v 1:33 minutě). Když má potom znovu přijít refrén, zahrají z něho jen část (v 2:11 minutě). Píseň potom pokračuje a když se opět vrátí k refrénu, zahrají ho už celý (minuta 4:41). Tuto techniku nalezneme také v písních „Peruvian Skies“, „Blind Faith“, „Endless Sacrifice“ a další.
- Hudební citace (hudební téma, lehce přetvořené a použité v jiném hudebním kontextu) je technika, kterou proslavil Charles Ives. Dream Theatre ji použili například zde:
  - Sólo v „Take Away my Pain“ (minuta 3:35) je citované v sólu „These Walls“ (minuta 4:43).
  - Téma písně „Wait for Slede“ je později použito v písni „Learning to Live“ (minuta 8:11) a také dvakrát v písni „Just Let Me Breathe“ (v minutách 3:39 a 5:21).
  - Téma písně „Learning to Live“ je použité v „Another Day“ (minuta 2:53).
  - Téma písně „Space-Dye Vest“ je použité hned několikrát na celém albu Awake.
  - Jedna z hlavních melodií písně „The Mirror“ je použitá jako outro ve skladbě „Lie“ na albu Awake (minuta 5:14).
  - Jedno z témat písně „Erotomania“ je citováno v písni „A Change of Seasons“ (minuta 2:48)
  - Jedna z melodických linek v „Metropolis Pt 1 (The Miracle and the Sleeper)“ (minuta 8:28) se opakuje v „Overture 1928“ (minuta 1:34) z alba Metropolis Pt. 2: Senes from a Memory a v druhém refrénu skladby „Home“ (minuta 6:49), kde je změněno pouze jedno slovo. Navíc některá slova z písně „Metropolis Pt 1“ jsou recitovány v „Home“ (minuta 5:17). V podstatě celé Senes from a Memory je plné hudebně-lyrických citací z „Metropolis Pt 1“ a píseň „Dance of Eternity“ je celé zkonstruovaná z různých částí které jsou součástí původního alba. Navíc Mike Portnoy hraje během skladby „Home“ rytmus z „Metropolis Pt 1“ (minuta 2:35). Tento koncept pak vysvětluje na instruktážním DVD s názvem „Liquid Drum Theatre“.

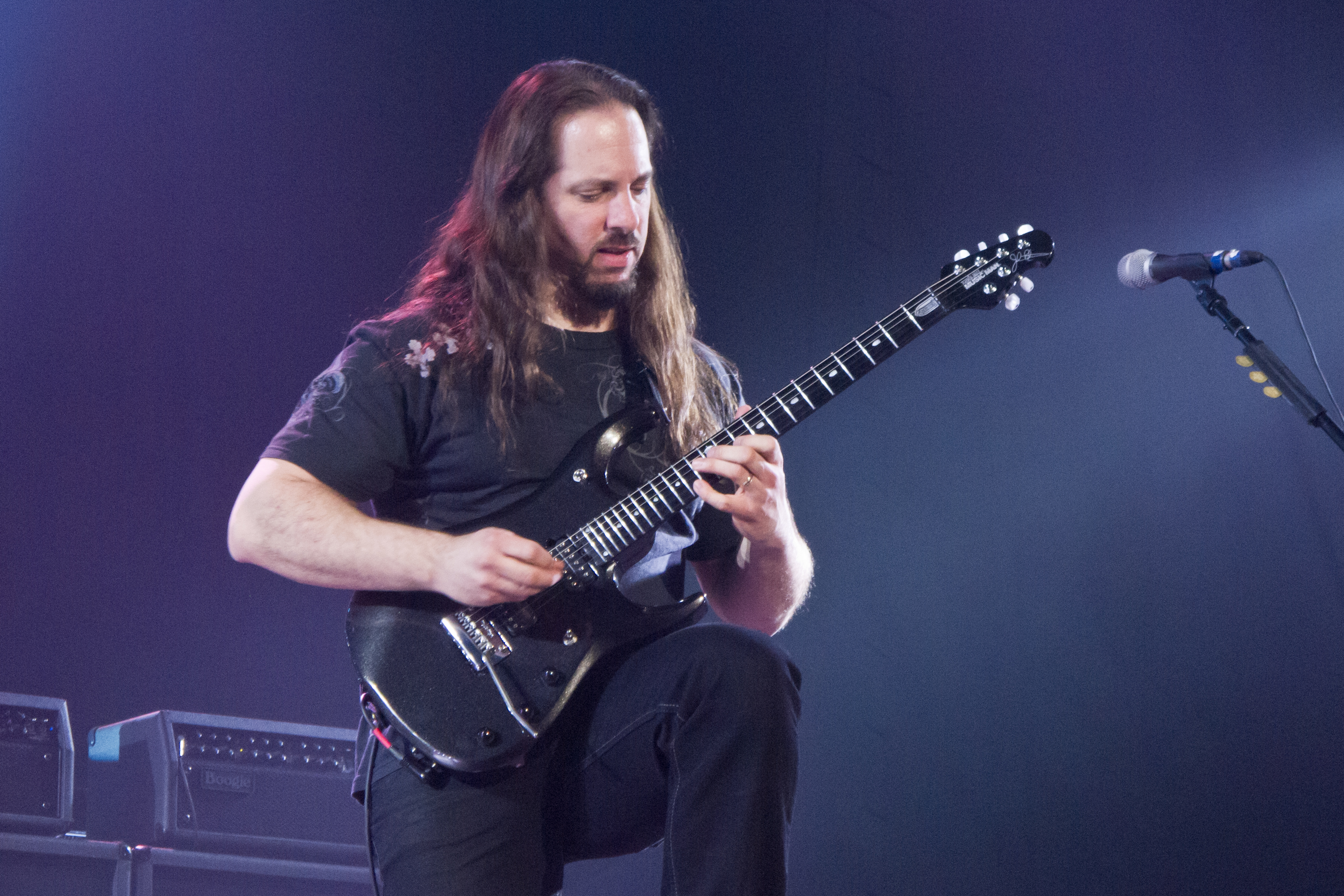
John Petrucci

- Části každé písně na alba Octavarium hrají jako pozadí ve čtvrté části písně „Octavarium“ (minuta 18:40). Pořadí písní:
  - základ: „Take all of me“ z Root of All Evil (minuta 3:03)
  - sekunda: „Don’t let the day go by“ z The Answer Lies Within (minuta 4:21)
  - tercie: „Tear Down These Walls For Me“ z These Walls
  - kvarta: „I walk beside you“ z I Walk Beside You (minuta 1:06)
  - kvinta: „Hysteria“ z Panic Attack (minuta 3:35)
  - sexta: „Chat would you say“ z Never Enough (minuta 2:49) – tento úsek je nejlépe slyšitelný
  - septima: „All praised and sacrificed sons“ z Sacrificed Sons (minuta 3:26)
  - oktáva: „Medicate me“ z Octavarium (minuta 10:08)
- Hudební citace jiných interpretů v hudbě Dream Theater:
  - Ve „Fatal Tragedy“ se dvakrát objevuje „Acid Rain“ od Liquid Tension Experiment (stopa 4:21 a 6:33)
  - Ve „Sacrified Sons“ se objevuje linka z Teddy Bears Picnic (stopa 7:02)
  - Píseň Jingle Bells je na „Octavarium“ (stopa 17:47)
  - Battle Hymn of the Republic se objevuje v pozadí písně "In the Name of God" (stopa 12:56)
  - Píseň od The Beatles "Within You Without You" se objevuje v písni "To Live Forever" na videu Images and Words: Live in Tokyo
- Texty jiných skladatelů, které se objevují v textech Dream Theater:
  - Třetí část „Octavaria“, která se nazývá Full Circle je ódou Mika Portnoye na progresivní rock. Text obsahuje spoustu slovních hříček na jeho oblíbené písně, kapely a další věci. Jsou to například: Day Tripper, Lucy In The Sky With Diamonds, Get Back od Beatles, Supper's Ready a The Cinema Show od Genesis, Careful With That Axe Eugene a Yes' Machine Messiah od Pink Floyd, a také My Generation (The Who), Show Me The Way (Peter Frampton), Light My Fire (The Doors), Day For Night (Spock's Beard), Sailing On The Seven Seas of Rhye (Queen), Seize The Day/Diem (téma jejich písně z roku 1995 "A Change Of Seasons"), Gabba Gabba Hey (z písně "Pinhead" od The Ramones), a Hey Hey My My (Neil Young). Uveden je zde i herec Owen Wilson, bývalý vokalista Judas Priest Tim „Ripper“ Owens, frontman skupiny Van Halen David Lee Roth, Wilson Phillips, Jack the Ripper, Cheech and Chongův "Dave's not here, man…" a Nightmare Cinema.
  - Také na „Octavariu“ (stopa 14:00) je ukázka, osoby říkající „This is where we came“. Tato ukázky je pravděpodobně referencí na skladbu The Wall od skupiny Pink Floyd. Na konci The Wall totiž můžeme zaslechnout hlas říkající „Isn’t this where…“ a na začátku desky stejný hlas říká “…we came in?” Toto je pravděpodobně ukázkou téma celého Octavaria – jak se věci stále dokola opakují.

## Diskografie

### Studiová alba
- 1989 When Dream and Day Unite
- 1992 Images And Words
- 1994 Awake
- 1997 Falling Into Infinity
- 1999 Metropolis Pt. 2: Scenes from a Memory
- 2002 Six Degrees Of Inner Turbulence
- 2003 Train Of Thought
- 2005 Octavarium
- 2007 Systematic Chaos
- 2009 Black Clouds & Silver Linings
- 2011 A Dramatic Turn of Events
- 2013 Dream Theater
- 2016 The Astonishing
- 2019 Distance Over Time
- 2021 A View from the Top of the World
- 2025 Parasomnia

### Singly
- Status Seeker (1989)
- Afterlife (1989)
- Pull Me Under (1992)
- Another Day (1992)
- Take the Time (1993)
- Caught In A Web (1994)
- Lie (1994)
- The Silent Man (1994)
- Burning My Soul (1997)
- Hollow Years (1997)
- You Not Me (1997)
- Home (1999)
- Through Her Eyes (2000)
- As I Am (2003)
- Constant Motion (2007)
- Forsaken (2008)
- Whiter (2009)
- A Rite of Passage (2009)
- On The Backs Of Angels (2011)
- The Enemy Inside (2013)

### Live alba, videa a DVD
- Images and Words: Live in Tokyo (VHS, 1993)
- Live At The Marquee (Live EP, CD, LP, kazeta, 1993)
- Once In A LIVEtime (2CD, 1998)
- 5 Years In A LIVEtime (VHS, 1998)
- Metropolis 2000: Scenes From New York (DVD, VHS, 2001)
- Live Scenes From New York (3CD, 2001)
- Live at Budokan (3CD, DVD, 2004)
- Images and Words: Live in Tokyo/5 Years in a Livetime (DVD, 2004)
- Score - 20th Anniversary World Tour (3CD, DVD, 2006)
- Chaos in Motion 2007–2008 (DVD, CD, 2008)
- Live at Luna Park (DVD, CD, Blu-ray, 2013)
- Breaking The Fourth Wall / Live at Boston Opera House (CD, DVD, Blu-ray, 2014)
- Distant Memories - Live in London (3CD, DVD, Blu-ray, 2020)

### EP
- A Change of Seasons (CD, 1995)

### Kompilace
- Greatest Hit (...and 21 Other Pretty Cool Songs) (2008)

## Členové

### Současní členové
- James LaBrie – zpěv (od roku 1991)
- John Myung – baskytara (od roku 1985)
- John Petrucci – kytara (od roku 1985)
- Jordan Rudess – klávesy (od roku 1999)
- Mike Portnoy – bicí (1985–2010, od roku 2023)

### Bývalí členové
- Mike Mangini – bicí (2010–2023)
- Derek Sherinian – klávesy (1994–1998)
- Kevin Moore – klávesy (1986–1994)
- Charlie Dominici – zpěv (1987–1989)
- Chris Collins – zpěv (1986)